# Месть (фильм, 1970)
«Месть» или «Возме́здие!» (кит. 報仇) — гонконгский фильм режиссёра Чжан Чэ 1970 года.

## Сюжет
Пекин, 1925 год. Гуань Юйлоу становится свидетелем того, как его жена флиртует с одним из криминальных боссов, Фэн Кайшанем. После этого Юйлоу приходит и угрожает ему. Кайшань и другие авторитеты преступного мира решают, что Юйлоу должен умереть. Юйлоу убивают.
Узнав о смерти своего брата, Гуань Сяолоу приезжает в город с мыслью о мести. Он начинает собирать информацию и ищет свою бывшую девушку Хуа Чжэнфан. Она называет ему имена причастных к смерти брата, и тогда Сяолоу продумывает план мести.
Первый в списке виновных — Кайшань, и с помощью своей подруги Сяолоу пробирается к нему и убивает. Следующим оказывается Цзинь Чжицюань, сближающийся с Сяолоу ради общей цели — убить маршала Ху Хучэна, главного виновного. Сяолоу понимает, что Чжицюань ведёт двойную игру, но Хучэн в списке и поэтому он соглашается на помощь Чжицюаню. Сяолоу отправляет Чжэнфан из города ради её безопасности.
Чжицюань сдерживает слово — его люди помогают справиться с телохранителями маршала, а затем они убивают и самого Хучэна. Чжицюань нанимает снайпера, который впоследствии стреляет в Сяолоу. Тем не менее, Сяолоу расправляется со снайпером и, несмотря на ранения, продолжает драться и убивает Чжицюаня. В конечном счёте Сяолоу падает с лестницы и умирает на глазах у вернувшейся Чжэнфан.

## В ролях
| Актёр       | Роль                   |
| ----------- | ---------------------- |
| Дэвид Цзян  | Гуань Сяолоу           |
| Ван Пин     | Хуа Чжэнфан            |
| Ти Лун      | Гуань Юйлоу            |
| Элис Ау     | Хуа Чжэнфэнь           |
| Ян Чжицин   | Цзинь Чжицюань         |
| Ку Фэн      | Фэн Кайшань            |
| Чуань Юань  | Гао Хунту              |
| Хо Пань     | маршал Ху Хучэн        |
| Чэнь Син    | снайпер Ли Ци          |
| Чжэн Лэй    | Кинжал Гуан            |
| Ван Гуанъюй | Сяо Хутоу              |
| Вон Чун     | помощник Кайшаня       |
| Хун Лау     | советник Кайшаня       |
| Лю Ган      | помощник Кайшаня       |
| Вон Чхинхо  | управляющий Вэнь       |
| Клифф Лок   | помощник Кайшаня       |
| Сам Лоу     | хозяин гостиницы Ван У |

## Съёмочная группа
- Компания: Shaw Brothers
- Исполнительный продюсер: Шао Жэньмэй[кит.]
- Режиссёр: Чжан Чэ
- Сценарист: Ни Куан[кит.], Чжан Чэ
- Ассистент режиссёра: Гу Си, Чэнь Цзюнькан
- Постановка боевых сцен: Тан Цзя[кит.], Юнь Чхёнъянь[кит.]
- Художник: Джонсон Цао
- Монтажёр: Цзян Синлун
- Дизайнер по костюмам: Лэй Кхэй
- Грим: Фан Юань
- Оператор: Гун Мудо
- Композитор: Ван Фулин[кит.]

## Премии
16-й Азиатско-тихоокеанский кинофестиваль (1970) — премия в следующих категориях:
- Лучшая мужская роль — Дэвид Цзян
- Лучший режиссёр — Чжан Чэ